# Orquesta Típica Fernández Fierro
Orquesta Típica Fernández Fierro (OTTF) est un orchestre argentin de tango. Tout au long de ces années, il devient une référence pour les nouvelles générations, non seulement pour sa proposition musicale et esthétique originale, mais aussi pour son projet de travail coopératif qui implique l'édition indépendante de ses disques, livre de partitions, DVD, la gestion de sa propre radio (Radio CAFF), ainsi que l'administration et la programmation de son propre club de concerts, le Club Atlético Fernández Fierro (CAFF).

## Histoire
La base de l'orchestre est formée sous le nom d'Orquesta Típica Fernández Branca en 1998, composé principalement de diplômés de l'Escuela de Música Popular de Avellaneda. En 2001, l'orchestre formé par onze musiciens plus un chanteur révolutionne la scène tango par la violence de sa sonorité et de sa mise en scène, ainsi que par le projet collectif inédit qu'il mène : le groupe est organisé de manière coopérative, sort ses disques de manière indépendante et gère son propre club : le Club Atlético Fernández Fierro (CAFF), espace incontournable de la scène musicale indépendante, où La Fierro joue ses puissants spectacles tous les mercredis et certains samedis. Leurs enregistrements commencent en 2002 avec Envasado en origen, suivi de Destrucción masiva (2003), Vivo en Europa (2005), le DVD Tango antipánico (2005) et Mucha mierda (2006), choisi par le journal La Nación (Buenos Aires) comme l'un des dix meilleurs disques sortis cette année-là, et leur chanson Las Luces del Estadio/Buenos Aires hora cero comme l'une des cent meilleures chansons de l'année 2006 par l'édition argentine du magazine Rolling Stone. La même année, Mucha mierda est nommé aux Premios Carlos Gardel en tant que meilleur album d'un orchestre de tango.
Orquesta Típica Fernández Fierro compte quatre albums studio et un album live au Liechtenstein lors de sa tournée européenne en 2004. Ils participent à l'album A bush no le va a gustar, une compilation internationale produite par FM La Tribu 88.7 MHz et Doble F Alternativo, en répudiation de la présence du président des États-Unis dans la ville de Mar del Plata lors du IVe sommet des Amériques qui se tient dans cette ville touristique d'Argentine.
En 2009, ils sortent Fernández Fierro, leur quatrième album studio, qui est unanimement salué par la presse et choisi par l'édition argentine de Rolling Stone comme l'un des cinq meilleurs CD de tango de l'année. OTFF emmène sa musique en Europe, en Océanie et en Amérique latine, transcendant la scène strictement tango et pénétrant dans des lieux historiquement fermés au tango et plus proches du rock. Ils se sont produits au Joe's Pub de New York, au NASA de Reykjavik, au Teatro Solís de Montevideo, au Teatro Ibirapuera de São Paulo, au Tropentheater d'Amsterdam, au Barbican Centre de Londres, au Festival Cervantino de Mexico, ainsi que dans d'autres lieux du monde entier. En 2011, ils se produisent au WOMEX au Danemark. En 2012, ils jouent dans différents festivals d'été européens, comme le festival de Roskilde, aux côtés de personnalités telles que The Cure, Rufus Wainright, Lou Reed et Björk. En 2013, ils présentent leur sixième album, TICS, qui est unanimement salué et donne lieu à de nombreux concerts.
En 2014, ils enregistrent leur dernier CD (le septième de leur longue carrière) en direct pendant deux nuits consécutives lors de leurs concerts réguliers du mercredi à Buenos Aires. Il s'agit du premier disque avec leur nouvelle chanteuse, Julieta Laso. Orquesta Típica est récompensé en 2015 par la Fondation Konex avec un Diploma al Mérito comme l'un des 5 meilleurs ensembles de tango de la décennie en Argentine,. En 2017, le groupe joue pour les 10 ans du Abbey Road. En 2020, ils jouent au Chili.

## Discographie
- 2002 : Envasado en Origen
- 2003 : Destrucción Masiva
- 2006 : Mucha mierda
- 2009 : Fernández Fierro
- 2013 : TICS
- 2018 : Ahora y siempre